# جشنواره فیلم کن ۲۰۱۶
شصت‌ونهمین مراسم جشنواره فیلم کن ۱۱ تا ۲۲ می ۲۰۱۶ در کن فرانسه برگزار شد. کمیته برگزاری جشنواره فیلم کن جرج میلر را به عنوان رئیس هیئت داوران معرفی کرد.
فیلم کافه سوسایتی ساخته وودی آلن به عنوان فیلم افتتاحیه جشنواره انتخاب شد.
شهاب حسینی برای بازی در فیلم فروشنده ساختهٔ کارگردان سینما، اصغر فرهادی، جایزهٔ بهترین بازیگر نقش اول مرد را از ۶۹مین جشنوارهٔ فیلم کن دریافت کرد.
همچنین جایزهٔ بهترین فیلمنامه به اصغر فرهادی برای فیلم «فروشنده» اهدا شد.

## گزینش رسمی

### بخش مسابقه
در کنفرانس مطبوعاتی مورخ ۱۴ آوریل ۲۰۱۶ فیلم‌های زیر به عنوان فیلم‌های حاضر در بخش مسابقه معرفی شدند:
| نام             | نام اصلی              | کارگردان            | کشور                                           |
| --------------- | --------------------- | ------------------- | ---------------------------------------------- |
| عزیز آمریکایی   | American Honey        | آندریا آرنولد       | بریتانیا، آمریکا                               |
| برج دلو         | Aquarius              | کلبر مندونسا فیلیو  | برزیل                                          |
| او              | Elle                  | پل ورهوفن           | فرانسه، آلمان و بلژیک                          |
| فارغ‌التحصیلی    | Bacalaureat           | کریستین مونجیو      | رومانی، فرانسه                                 |
| از سرزمین ماه   | Mal de pierres        | نیکول گارسیا        | فرانسه                                         |
| کنیز            | 아가씨 Agasshi        | پارک چان-ووک        | کره جنوبی                                      |
| من، دانیل بلیک  | I, Daniel Blake       | کن لوچ              | بریتانیا، فرانسه                               |
| اینجا ته دنیاست | Juste la fin du monde | زاویه دولان         | کانادا، فرانسه                                 |
| جولیتا          | Julieta               | پدرو آلمودوار       | اسپانیا                                        |
| آخرین چهره      | The Last Face         | شان پن              | آمریکا                                         |
| لاوینگ          | Loving                | جف نیکولز           | آمریکا، بریتانیا                               |
| رزای من         | Ma' Rosa              | بریانته مندوزا      | فیلیپین                                        |
| شیطان نئونی     | The Neon Demon        | نیکولاس ویندینگ رفن | آمریکا                                         |
| پترسن           | Paterson              | جیم جارموش          | آمریکا                                         |
| خریدار شخصی     | Personal Shopper      | الیویه آسایاس       | فرانسه                                         |
| عمودی ماندن     | Rester Vertical       | آلن گیرودی          | فرانسه                                         |
| سیرانوادا       | Sieranevada           | کریستی پویو         | رومانی، فرانسه، بوسنی‌وهرزگوین، کرواسی، مقدونیه |
| خلیج سست        | Ma Loute              | برونو دومو          | فرانسه، آلمان                                  |
| تونی اردمن      | Toni Erdmann          | مارن اده            | آلمان، اتریش                                   |
| دختر گمنام      |                       | برادران داردن       | بلژیک                                          |
| فروشنده         | LE CLIENT             | اصغر فرهادی         | ایران                                          |

### بخش نوعی نگاه
در کنفرانس مطبوعاتی ۱۴ آوریل ۲۰۱۶ فیلم‌های زیر به عنوان شرکت‌کنندگان در بخش نوعی نگاه معرفی شدند:
| نام                          | نام اصلی                                 | کارگردان                         | کشور                             |
| ---------------------------- | ---------------------------------------- | -------------------------------- | -------------------------------- |
| پس از توفان                  | 海よりもまだ深く Umi yori mo Mada Fukaku | هیروکازو کورئیدا                 | ژاپن                             |
| کارآموز                      | Apprentice                               | بو جونفنگ                        | سنگاپور، فرانسه، آلمان           |
| فراتر از کوه‌ها و تپه         | Me'Ever Laharim Vehagvaot                | اران کولیرین                     | اسرائیل                          |
| Captain Fantastic            | Captain Fantastic                        | مت راس                           | آمریکا                           |
| برخورد                       | اشتباک Eshtebak                          | محمد دیاب                        | مصر، فرانسه، آلمان، امارات متحده |
| رقصنده *                     | La Danseuse                              | Stéphanie Di Giusto              | فرانسه                           |
| شاگرد                        | Uchenik                                  | کیریل سربرنیکوف                  | روسیه                            |
| سگ‌ها *                       | Caini                                    | Bogdan Mirica                    | رومانی                           |
| شادترین روز زندگی اولی مکی * | Hymyileva Mies                           | یوهو کاسمانن                     | فنلاند                           |
| هارمونیوم                    | Fuchi Bi Tatsu                           | Kôji Fukada                      | ژاپن                             |
| وارونگی                      | وارونگی Varoonegi                        | بهنام بهزادی                     | ایران                            |
| شب طولانی فرانسیسکو سانتیس * | La Large Noche de Francisco Sanctis      | Francisco Marquez , Andrea Testa | آرژانتین                         |
| Pericle Il Nero              | Pericle Il Nero                          | Stefano Mordini                  | ایتالیا                          |
| امور شخصی *                  | أمور شخصیة Omor Shakhsiya                | Maha Haj                         | اسرائیل                          |
| لاک‌پشت قرمز *                | La Tortue Rouge                          | مایکل دودوک دی ویت               | هلند                             |
| تغییر شکل *                  | The Transfiguration                      | Michael O'Shea                   | آمریکا                           |
| توقفگاه                      | Voir du Pays                             | Delphine Coulin, Muriel Coulin   | فرانسه                           |

### خارج از مسابقه
فیلم‌های زیر جهت نمایش در بخش خارج از مسابقه انتخاب شدند:
| نام                          | نام اصلی      | کارگردان        | کشور                     |
| ---------------------------- | ------------- | --------------- | ------------------------ |
| غول بزرگ مهربان              | The BFG       | استیون اسپیلبرگ | آمریکا، کانادا، بریتانیا |
| کافه سوسایتی (فیلم افتتاحیه) | Café Society  | وودی آلن        | آمریکا                   |
| ندبه                         | 곡성          | نا هانگ-جین     | کره جنوبی                |
| هیولای پول                   | Money Monster | جودی فاستر      | آمریکا                   |
| مردان خوب                    | The Nice Guys | شین بلک         | آمریکا                   |

نمایش نیمه شب
| نام          | نام اصلی     | کارگردان   | کشور      |
| ------------ | ------------ | ---------- | --------- |
| Gimme Danger | Gimme Danger | جیم جارموش | آمریکا    |
| قطار بوسان   | Bu-san-haeng | یان سنگ-هو | کره جنوبی |

نمایش ویژه
| نام                              | نام اصلی                               | کارگردان                               | کشور    |
| -------------------------------- | -------------------------------------- | -------------------------------------- | ------- |
| تبعید                            | Exil                                   | ریثی پان                               | کامبوج  |
| Hissein Habré, A Chadian Tragedy | Hissein Habré, une tragédie tchadienne | محمد صالح هارون                        | چاد     |
| آخرین روزهای لویی چهاردهم        | La Mort de Louis XIV                   | آلبرت سرا                              | اسپانیا |
| The Last Resort                  | L'ultima spiaggia                      | Thanos Anastopoulous, Davide Del Degan | ایتالیا |
| Le Cancre                        | Le Cancre                              | Paul Vecchiali                         | فرانسه  |

### فیلم کوتاه
از میان ۵۰۰۸ فیلم کوتاه معرفی شده، فیلم‌های زیر برای رقابت جهت تصاحب نخل طلای فیلم کوتاه انتخاب شدند.
| نام                     | نام اصلی                      | کارگردان(ها)                        | کشور         |
| ----------------------- | ----------------------------- | ----------------------------------- | ------------ |
| پشم در پشت              | صوف علی الظهر                 | لطفی عاشور                          | تونس، فرانسه |
| رؤیا شهر                | Dreamlands                    | سارا دانلوپ                         | بریتانیا     |
| تایم کد                 | Timecode                      | خوانخو گیمنز                        | اسپانیا      |
| تصویر                   | Imago                         | ریموند گوتیرز                       | فیلیپین      |
| مادر                    | Madre                         | Simón Mesa Soto                     | کلمبیا       |
| دختری که با شیطان رقصید | A moça que dançou com o diabo | João Paulo Miranda Maria            | برزیل        |
| پس از سوزان             | Après Suzanne                 | Félix Moati                         | فرانسه       |
| ۱۶:۱۵ پایان جهان        | 4:15 PM The End of the World  | Catalin Rotaru, Gabi Virginia Sarga | رومانی       |
| سکوت                    | Il Silenzio                   | فرنوش صمدی فروشانی، علی عسگری       | ایتالیا      |
| نزاع در ساحل سوئدی      | Fight on a Swedish Beach      | سیمون والنه                         | سوئد         |

### سینه‌فونداسیون
بخش سینه فونداسیون بر فیلم‌های ساخته شده به وسیله هنرجویان مدارس فیلم‌سازی سراسر جهان تمرکز دارد. از میان ۲۳۰۰ فیلم ارسالی، تعداد ۱۸ فیلم (شامل ۱۴ فیلم داستانی و ۴ فیلم انیمیشن) انتخاب شدند. بیش از یک سوم از فیلم‌های منتخب از مدارسی است که برای اولین بار در سینه فونداسیون حضور دارند. این اولین بار است که فیلم‌هایی از مدارس فیلم بوسنی و ونزوئلا انتخاب شده‌اند. هم‌چنین کارگردان بیش از نیمی از فیلم‌های انتخاب شده زنان هستند.
| نام                       | نام اصلی                    | کارگردان(ها)         | مدرسه                                           |
| ------------------------- | --------------------------- | -------------------- | ----------------------------------------------- |
| In the Hills              | In the Hills                | حمید احمدی           | آموزشگاه فیلم لندن بریتانیا                     |
| زیر دریایی                | Submarine                   | مونیکا اکل           | مدرسه هنر دانشگاه کلمبیا، آمریکا                |
| صدای لیسیدن               | A nyalintás nesze           | اندراسو              | موم، مجارستان                                   |
| همه رودها به دریا می‌ریزند | Toate fluviile curg în mare | Alexandru Badea      | دانشگاه ملی فیلم و تئاتر کاراجیاله، رومانی      |
| جایی                      | Ailleurs                    | Mélody Boulissière   | مدرسه عالی ملی هنرهای تزئینی، فرانسه            |
| Gabber Lover              | Gabber Lover                | Anna Cazenave Cambet | مدرسه عالی تصویر و صدای فرانسه، فرانسه          |
| The Alan Dimension        | The Alan Dimension          | Jac Clinch           | NFTS,بریتانیا                                   |
| سطل زباله                 | Poubelle                    | الکساندر گیلمه       | INSAS, بلژیک                                    |
| خوب                       | Dobro                       | Marta Hernaiz Pidal  | فیلم‌فکتوری، بوسنی و هرزگوین                     |
| گناه، شاید                | La culpa probablemente      | Michael Labarca      | دانشگاه اند ونزوئلا، ونزوئلا                    |
| دلایل در جهان             | Las razones del mundo       | ارنستو مارتینز بوچیو | سی‌سی‌سی، مکزیک                                   |
| ۱ کیلوگرم                 | 1 Kilogram                  | پارک یونگ جو         | کی-آترز، کره جنوبی                              |
| آرام                      | آرام                        | فرشته پرنیان         | دانشگاه لومیر لیون۲، فرانسه                     |
| آشیانه                    | Gudh                        | سائوراو رای          | آموزشکده فیلم و تلویزیون ساتیا جیترای، هند      |
| The Sleeping Saint        | La santa che dorme          | Laura Samani         | Centro Sperimentale di Cinematografia, ایتالیا  |
| Whatever The Weather      | bei Wind und Wetter         | Remo Scherrer        | Hochschule Luzern - Design & Kunst, سوئیس       |
| آنا                       | Anna                        | Or Sinai             | Sam Spiegel Film and Television School, اسرائیل |
| کسب و کار                 | Business                    | مالنا وین            | Universidad del Cine, آرژانتین                  |

## هیئت داوران

### بخش مسابقه اصلی
- جرج میلر، کارگردان استرالیایی (رئیس)[۷]
- ارنو دپلشن، کارگردان فرانسوی
- کیرستن دانست، هنرپیشه آمریکایی
- والریا گولینو، هنرپیشه و کارگردان ایتالیایی
- مدس میکلسن، هنرپیشه دانمارکی
- لاسلو نمش، کارگردان مجارستانی
- ونسا پارادی، هنرپیشه و خواننده فرانسوی
- کتایون شهابی، تهیه‌کننده ایرانی
- دونالد ساترلند، بازیگر کانادایی

### هفته منتقدان بین‌المللی
- والری دونزلی، هنرپیشه و کارگردان فرانسوی (رئیس)[۸]
- آلیس وینکور، فرانسوی کارگردان
- ناداو لپید، اسرائیلی کارگردان
- دیوید رابرت میچل، کارگردان آمریکایی
- سانتیاگو میتره، کارگردان آرژانتین

### سینه فونداسیون و فیلم کوتاه
- نایومی کاوسه، کارگردان ژاپنی (رئیس)

### چشم طلایی
- جانفرانکو رزی، مستندساز ایتالیایی (رئیس)[۹]
- آن آگیون، مستندساز فرانسوی-آمریکایی
- ناتاشا رنیه، هنرپیشه بلژیکی
- تیری گرل، مستندساز شبکه آرته و مشاور هنری فرانسوی
- امیر لبکی، منتقد برزیلی

### نخل دگرباشی
- اولیویه دوکستل و ژاک مارتینو، کارگردانان فرانسوی (رئیس)[۱۰]
- امیلی بریساوان، کارگردان و بازیگر فرانسوی
- ژوآ فدریسی، کارگردان هنری برزیلی از جشنواره میکس برزیل
- ماری سوویون، روزنامه‌نگار فرانسوی[۱۱]

## جوایز

### بخش اصلی

#### رقابت اصلی
- نخل طلا: اینجانب، دانیل بلیک به کارگردانی کن لوچ
- جایزه بزرگ: اینجا ته دنیاست به کارگردانی زاویه دولان
- جایزه هیئت داوران: عزیز آمریکایی به کارگردانی آندریا آرنولد
- بهترین کارگردان:
  - کریستین مونجیو برای فیلم فارغ‌التحصیلی
  - اولیویه آسایاس برای فیلم مأمور خرید شخصی
- بهترین فیلمنامه: اصغر فرهادی برای فیلم فروشنده
- بهترین بازیگر زن: ژاکلین خوزه در فیلم رزای من
- بهترین بازیگر مرد: شهاب حسینی در فیلم فروشنده
- جایزه نخل طلای ویژه: ژان‌پیر لئو

#### نوعی نگاه
- جایزه نوعی نگاه: مرد خندان به کارگردانی یوهو کوسمانن
- جایزه هیئت داوران نوعی نگاه: ایستادن در تابوت به کارگردانی کوجی فوکادا
- بهترین کارگردان: مت راس برای فیلم کاپیتان خارق‌العاده
- بهترین فیلمنامه: دلفین کولین و موریل کولین برای فیلم The Stopover
- جایزه ویژه: لاک‌پشت قرمز به کارگردانی مایکل دودوک دی ویت

#### سینِفونداسیون
- جایزه اول: آنا به کارگردانی اُر سینای
- جایزه دوم: در تپه‌ها به کارگردانی حمید احمدی
- جایزه سوم: «صدای لیسیدن» به کارگردانی نادیا آندراسف و «شاید گناه» به کارگردانی میشل لابارسا

#### دوربین طلایی
- دوربین طلایی: خدایان به کارگردانی هودا بنیامینا

#### فیلم‌های کوتاه
- نخل طلای فیلم کوتاه: تایم کد به کارگردانی خوآنو خیمنز
- تقدیر ویژه: «دختری که با شیطان رقصید» به کارگردانی ژائو پائولو میراندا

### بخش جوایز مستقل

#### فدراسیون بین‌المللی منتقدان فیلم
- تونی اردمان به کارگردانی مارن آده (بخش رقابتی)
- سگ‌ها به کارگردانی بوگدان میریسیا (بخش نوعی نگاه)
- خام به کارگردانی ژولیا دوکورنو

#### جایزه هنرمند فنی وولکان
- جایزه وولکان: Ryu Seong-hie برای فیلم کنیز

#### کلیسای جهانی
- جایزه کلیسای جهانی: اینجا ته دنیاست به کارگردانی زاویه دولان
- تقدیر:
  - عزیز آمریکایی به کارگردانی آندریا آرنولد
  - اینجانب، دانیل بلیک به کارگردانی کن لوچ

#### هفته منتقدان بین‌الملل
- جایزه بزرگ نسپرسو: میموزا (فیلم) به کارگردانی اولیور لاشه
- جایزه ویژه شبکه ۴ فرانسه: آلبوم به کارگردانی مهمت مرتوغلو
- جایزه SACD: جزیره الماس به کارگردانی دیوی چو
- جایزه لایکا سینه دیسکاوری (فیلم کوتاه): Prenjak به کارگردانی Wregas Bhanuteja
- جایزه Canal+: تولد یک رهبر از Antoine de Bary
- جایزه Gan Foundation Support for Distribution: یک هفته و یک روز به کارگردانی Asaph Polonsky